# Mauga-Umi-Tiefseeberg
Der Mauga-Umi-Tiefseeberg (englisch Mauga Umi Seamount) ist ein Tiefseeberg im westlichen Pazifik auf dem Tiefseerücken der Gilbertinseln etwa 40 km südlich des Maiana-Atolls. Im Südosten ist Kuria das nächste Atoll.
Sein Gipfel liegt in einer Tiefe von 1455 m.
Weitere Gipfel von Tiefseebergen in der Nähe sind der Tofe-Tolu-Tiefseeberg, etwa 30 km weiter nördlich und der Curreri-Tiefseeberg (Curreri Seamount) etwa 25 km weiter südlich.